# GPR20
GPR20 (англ. G protein-coupled receptor 20) – білок, який кодується однойменним геном, розташованим у людей на короткому плечі 8-ї хромосоми. Довжина поліпептидного ланцюга білка становить 358 амінокислот, а молекулярна маса — 38 650.
| 10         |  | 20         |  | 30         |  | 40         |  | 50         |
| ---------- |  | ---------- |  | ---------- |  | ---------- |  | ---------- |
| MPSVSPAGPS |  | AGAVPNATAV |  | TTVRTNASGL |  | EVPLFHLFAR |  | LDEELHGTFP |
| GLWLALMAVH |  | GAIFLAGLVL |  | NGLALYVFCC |  | RTRAKTPSVI |  | YTINLVVTDL |
| LVGLSLPTRF |  | AVYYGARGCL |  | RCAFPHVLGY |  | FLNMHCSILF |  | LTCICVDRYL |
| AIVRPEGSRR |  | CRQPACARAV |  | CAFVWLAAGA |  | VTLSVLGVTG |  | SRPCCRVFAL |
| TVLEFLLPLL |  | VISVFTGRIM |  | CALSRPGLLH |  | QGRQRRVRAM |  | QLLLTVLIIF |
| LVCFTPFHAR |  | QVAVALWPDM |  | PHHTSLVVYH |  | VAVTLSSLNS |  | CMDPIVYCFV |
| TSGFQATVRG |  | LFGQHGEREP |  | SSGDVVSMHR |  | SSKGSGRHHI |  | LSAGPHALTQ |
| ALANGPEA   |  |            |  |            |  |            |  |            |

A: Аланін

C: Цистеїн

D: Аспарагінова кислота

E: Глутамінова кислота

F: Фенілаланін

G: Гліцин

H: Гістидин

I: Ізолейцин

K: Лізин

L: Лейцин

M: Метіонін

N: Аспарагін

P: Пролін

Q: Глутамін

R: Аргінін

S: Серин

T: Треонін

V: Валін

W: Триптофан

Кодований геном білок за функціями належить до рецепторів, g-білокспряжених рецепторів, білків внутрішньоклітинного сигналінгу. 
Локалізований у клітинній мембрані, мембрані.